# Reed (rivière)
Pour les articles homonymes, voir Reed.
La rivière Reed est un cours d'eau d'Alaska, aux États-Unis situé dans le borough de Northwest Arctic. C'est un affluent de la rivière Kobuk.

## Description
Longue de 52 milles (84 km), elle prend sa source au col Angiaak et coule en direction du sud pour rejoindre la rivière Kobuk à 58 milles (93 km) au nord-ouest de Hughes dans la chaîne Brooks.
Son nom lui a été donné par le lieutenant Stoney en 1900 en l'honneur de M.L. Reed qui avait découvert les sources chaudes à la source de la rivière en mars 1886.

## Sources
- (en) « Reed (rivière) », Geographic Names Information System